# Castillo de Santacara
Del castillo de Santacara solamente queda una torre, también conocida como La Torre de Santacara.

## Situación
El castillo de Santacara se encuentra en la localidad del mismo nombre, provincia de Navarra.

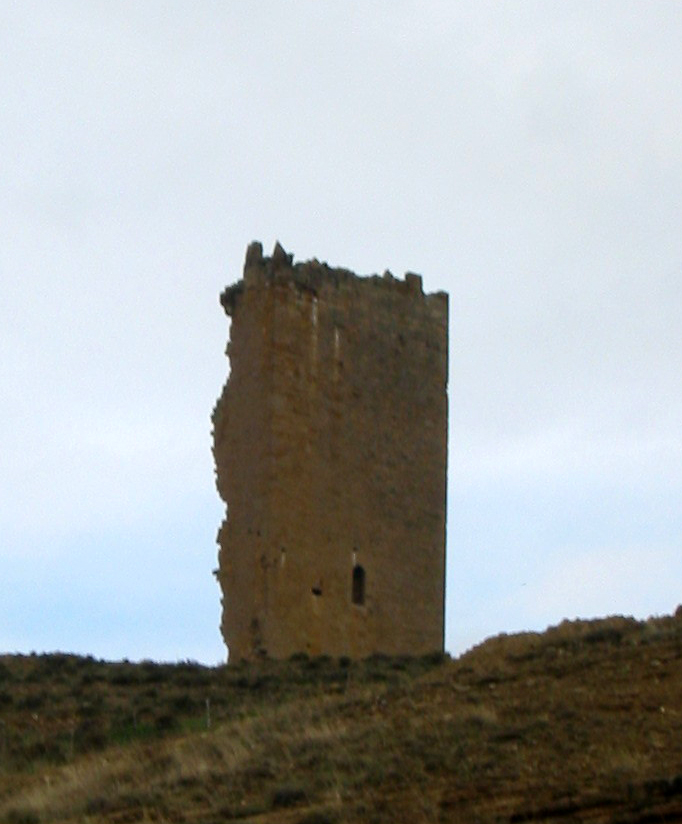
Torre de Santacara

## Historia
Construido en el siglo XIII, fue mandado destruir en el siglo XV, tras la invasión del Reino de Navarra por las tropas castellanas del Duque de Alba en 1512, por orden del rey de Aragón Fernando el Católico. Tras la ocupación militar, el Cardenal Cisneros ordenó por decreto destruir todos las torres de los castillos de Navarra.
El Castillo de Santacara fue demolido a la vez que otros emblemáticos de Navarra, como el Castillo de Javier o el Castillo de Maya.

## Estado de conservación
En ruinas. Sólo queda una torre. El paso de los años y el reciclado de los bloques de piedra del castillo para la construcción de viviendas han provocado que el estado actual sea lamentable.
A partir del año 2010 el Castillo se encuentra en estado de recuperación.

## Protección
Se encuentra bajo la protección de la Declaración genérica del Decreto de 22 de abril de 1949, y la Ley 16/1985 sobre el Patrimonio Histórico Español.

## Galería de imágenes

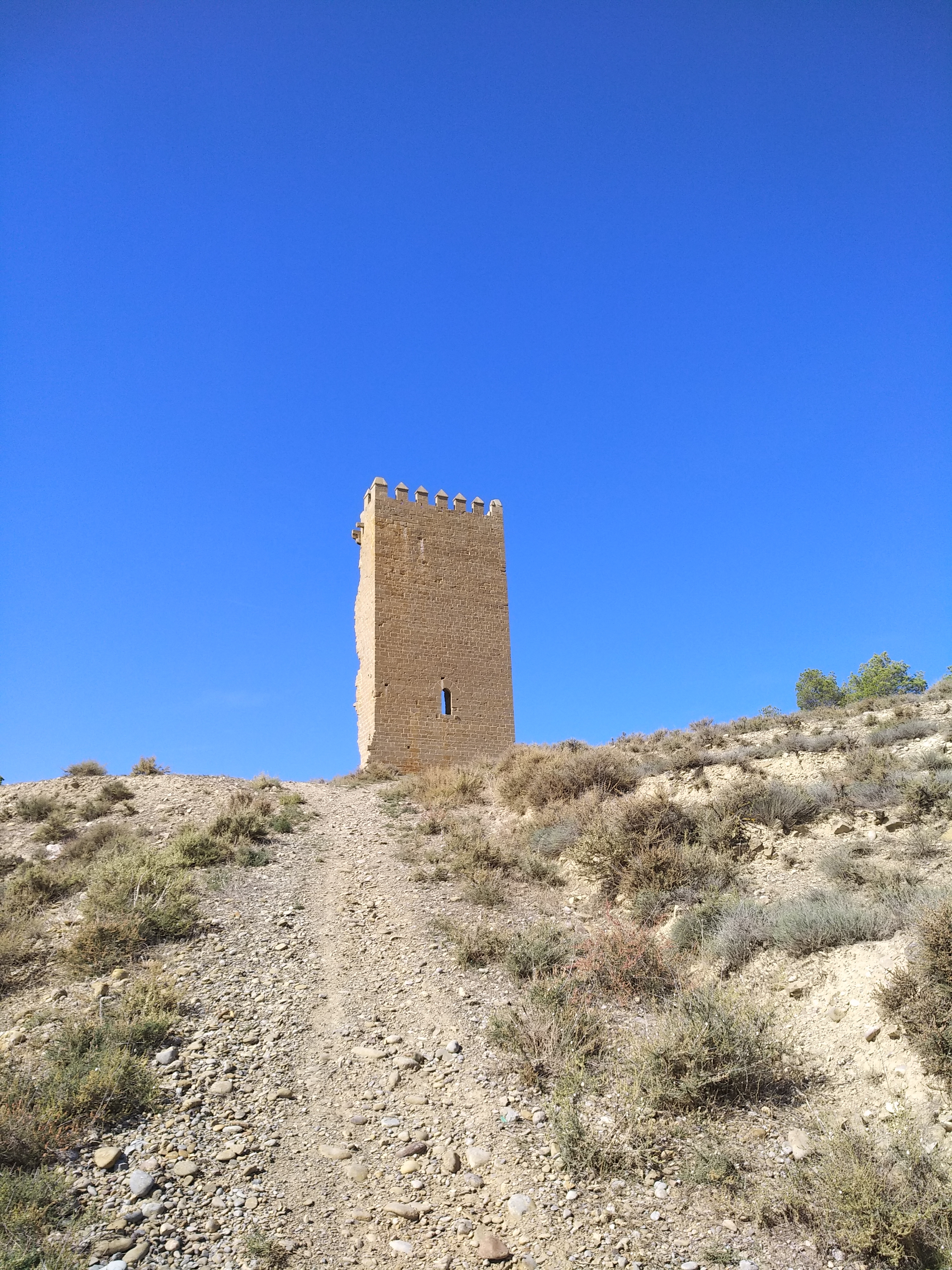
Subida al castillo
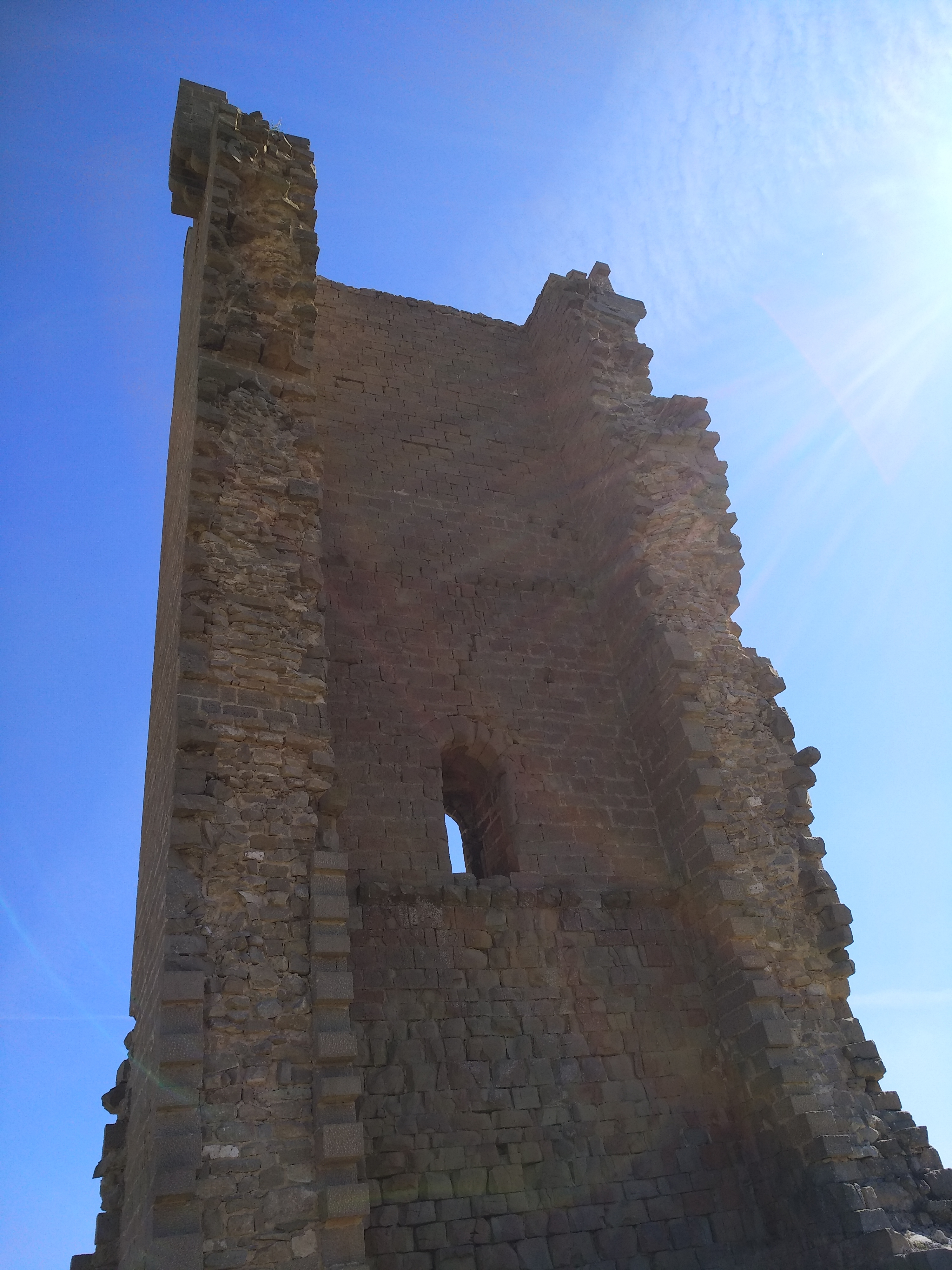
Parte posterior de la torre mayor
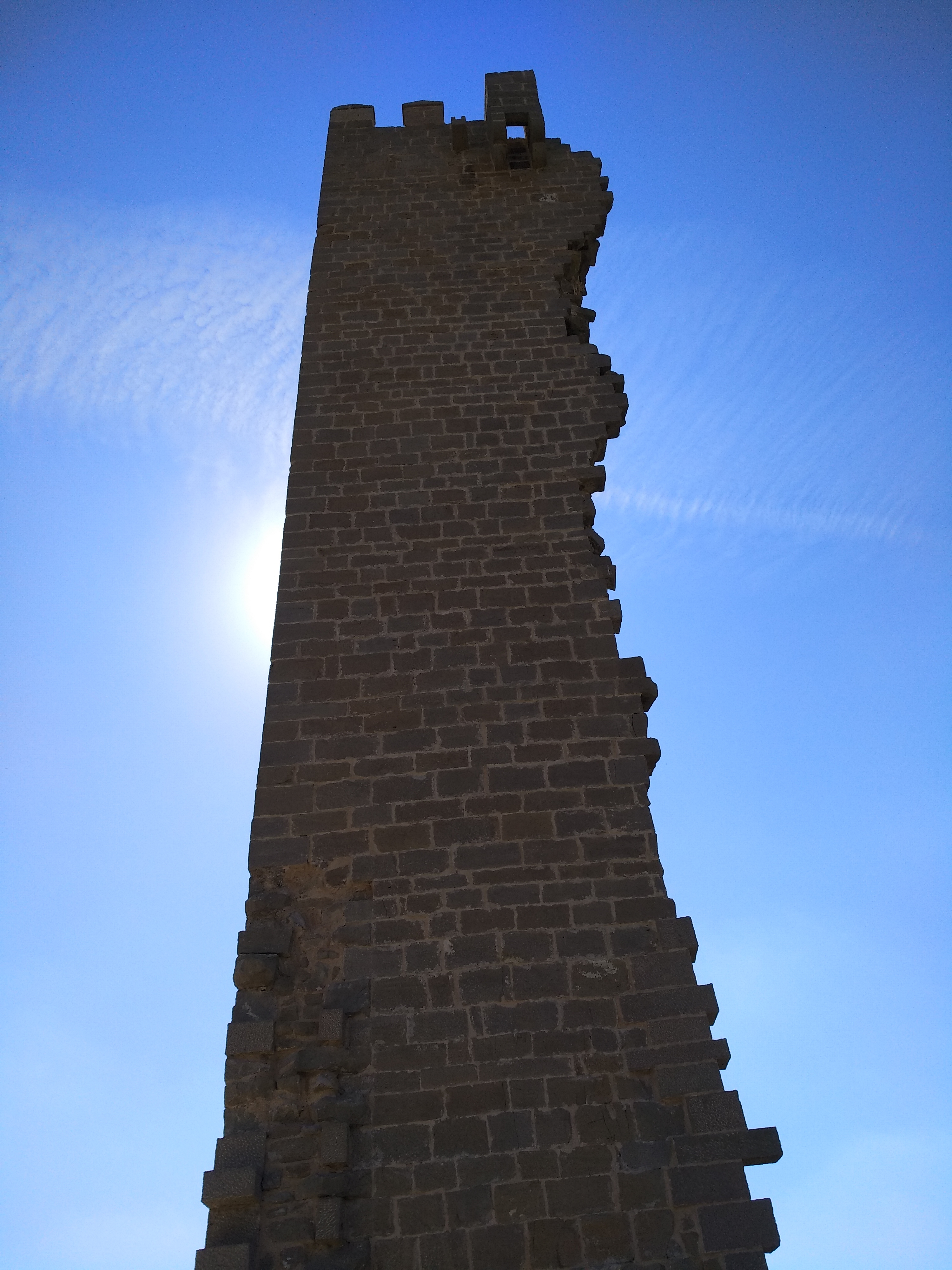
Vista lateral de la torre
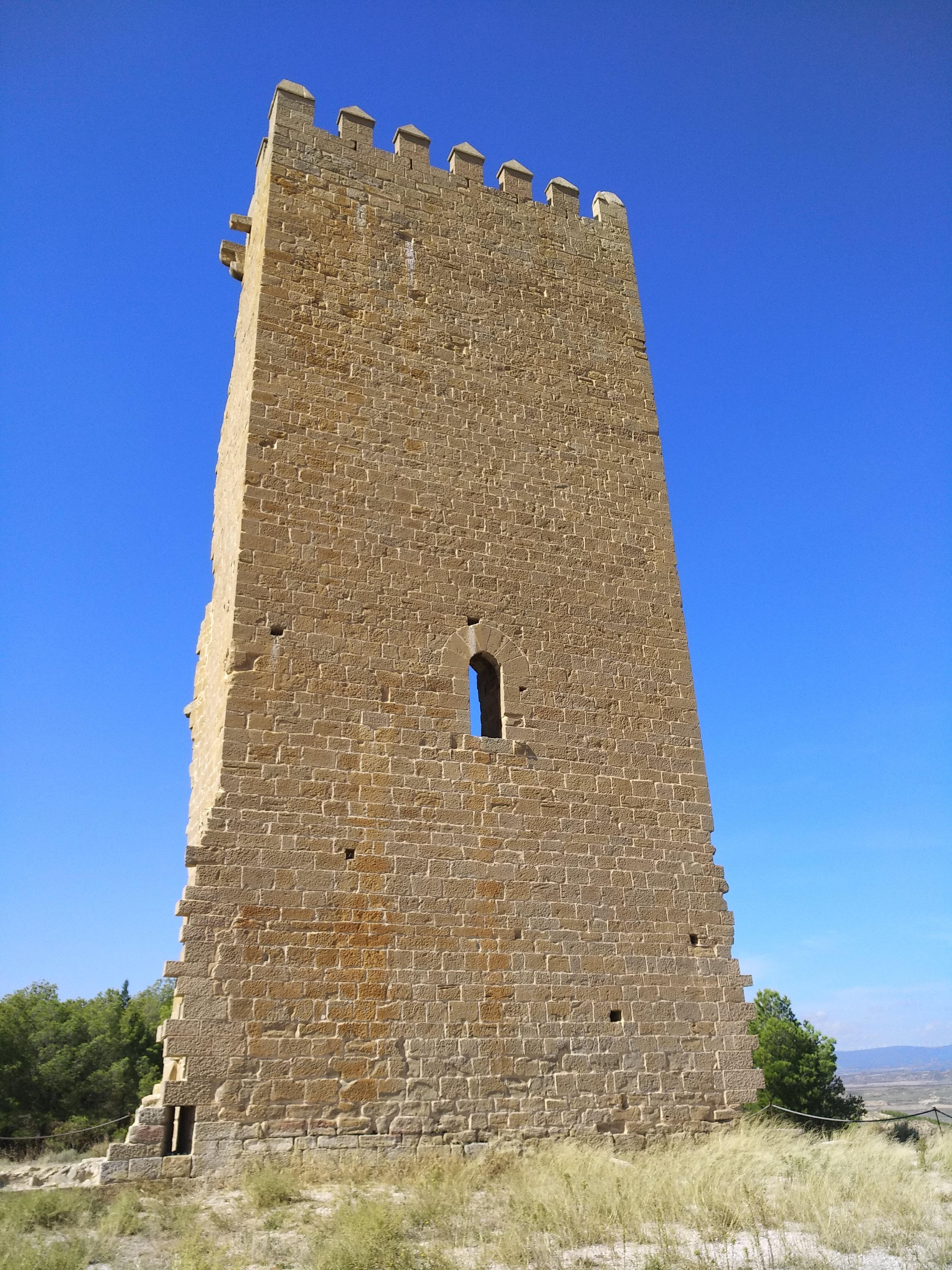
Vista frontal de la torre mayor
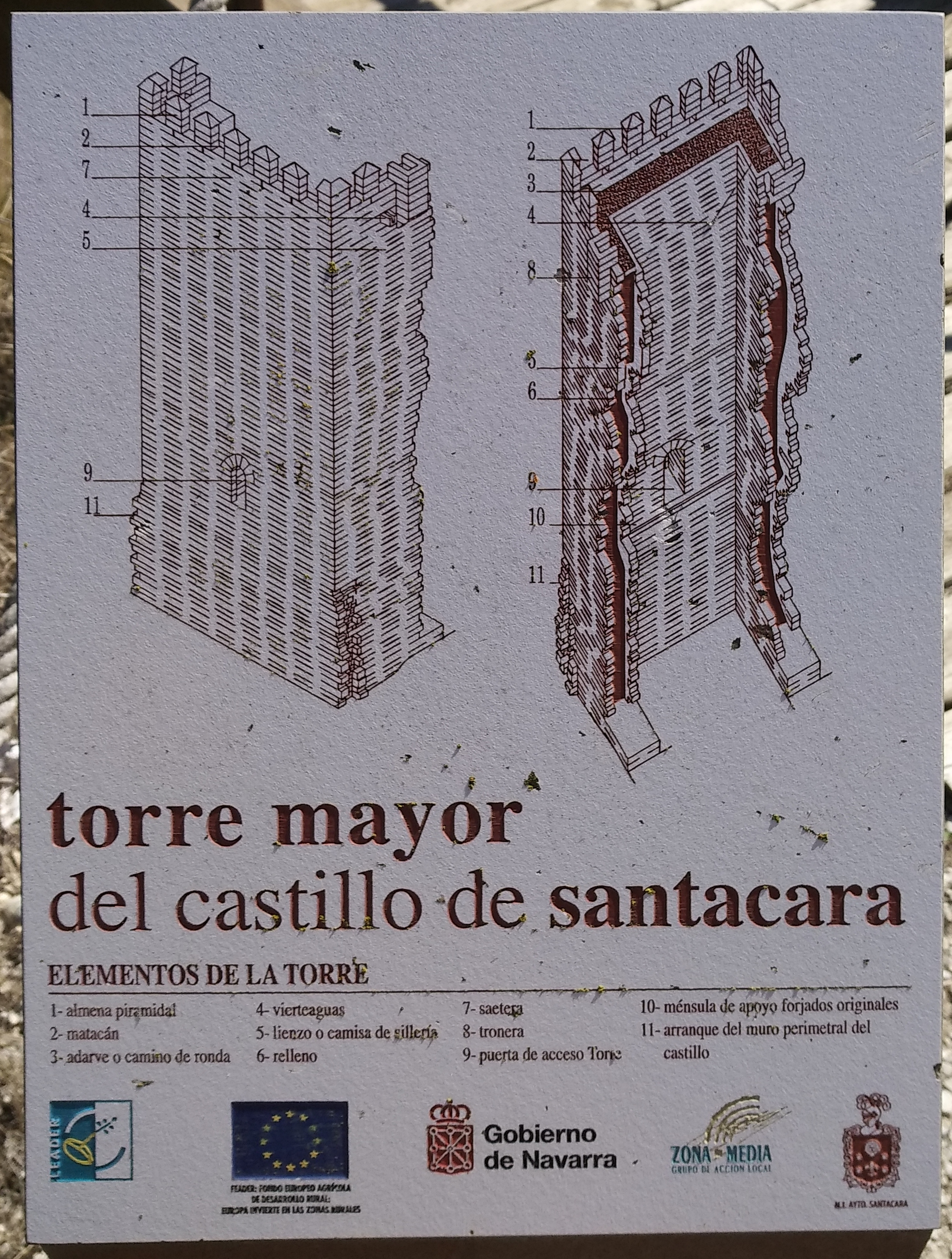
La Torre Mayor parcialmente conservada
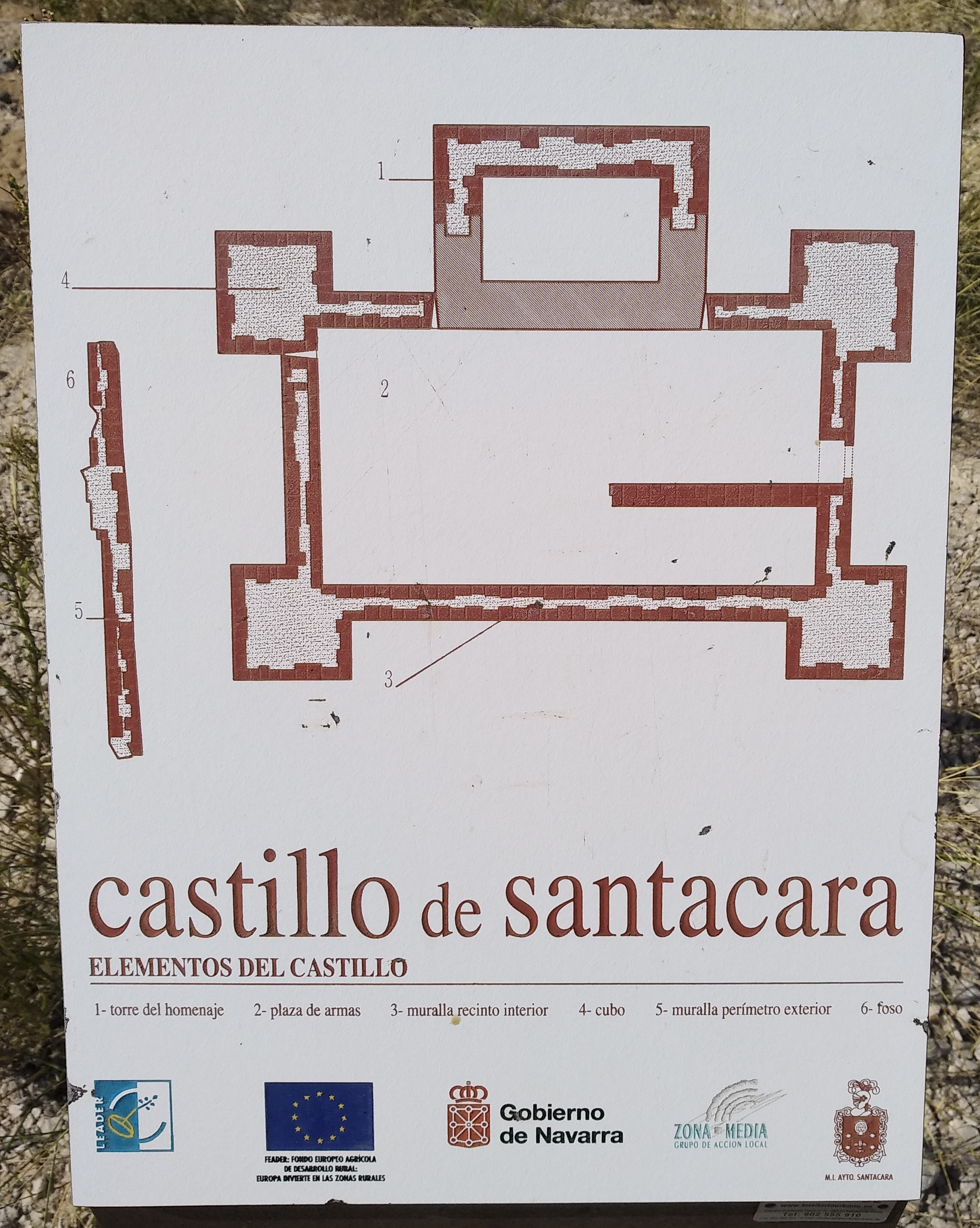
Plano de la planta del castillo
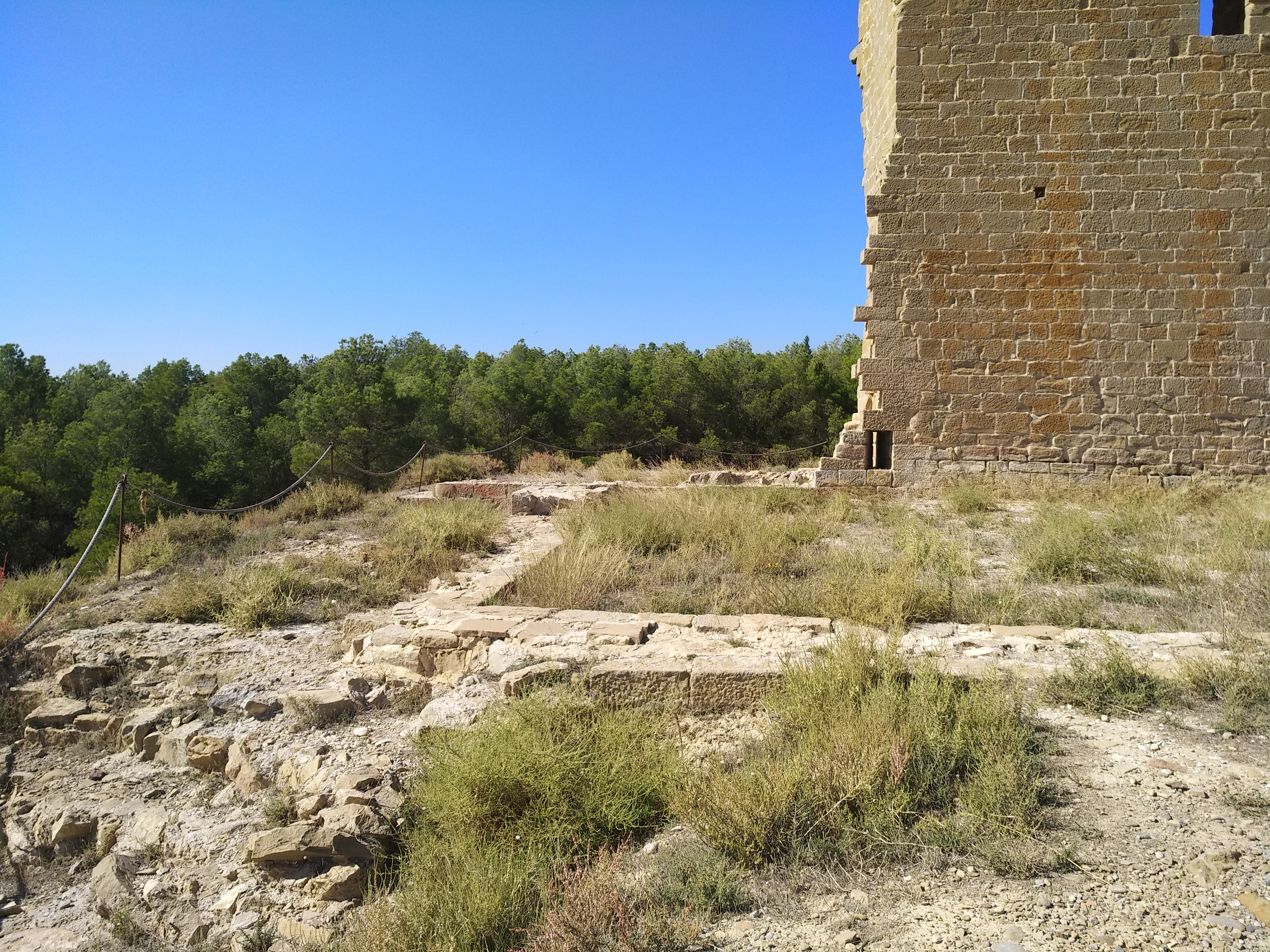
Ruinas del Castillo de Santacara.